# 日経虎ノ門別館
日経虎ノ門別館（にっけいとらのもんべっかん）は、東京都港区虎ノ門の城山ガーデン内にあるビル。旧名は日経電波会館（にっけいでんぱかいかん）。1985年（昭和60年）11月に竣工し、2016年（平成28年）11月までテレビ東京が本社機能を置いた。

## 概要
80年代に入り、東京12チャンネルからテレビ東京への社名変更、テレビ大阪、テレビ愛知の開局によるメガTONネットワークがスタートしたことにより業容が拡大し、港区芝公園の本社・放送センター（東京タワースタジオ、現：東京タワーメディアセンター）の改造では、もはや収容不可能に近い状態に達していた。これを背景に、1982年（昭和57年）からテレビ東京は新社屋の候補地選びを開始し、翌年1月の新春祝賀会の席上、中川順社長（当時）が全社員を前に「昭和59年の開局20周年を目途に新社屋建設計画の立案に着手する」と表明した。
新社屋は日本経済新聞社とテレビ東京が共同で仕様を決定し、森ビル開発（現：森トラスト）が整備する「城山開発計画一期工事（城山ヒルズ、06年城山ガーデンに改称）」の街区内に、建設されることになり、設計は入江三宅設計事務所・建築設備設計研究所、施工は清水建設が手掛けることになった。
1984年（昭和59年）4月12日の開局20周年記念日に建設地で地鎮祭を挙行し、85年4月5日に上棟、11月13日に竣工し、25日に竣工式が行われた。旧社屋からの一般事務部門の移転は12月7日に行われ、翌週12月9日から新社屋で業務を開始した。また12月11日の深夜の放送終了時から、心臓部であるマスター自動送出設備および送出用機器、VTRの移設が開始され、12月12日から新社屋にて放送を始めた。
日経電波会館は、地下1階、地上10階、塔屋1階の建築であり、4つのスタジオを有していた。
- 第1スタジオ（650㎡）
- 第2スタジオ（430㎡）
- 第3スタジオ（250㎡）
- 第4スタジオ（115㎡）

## テレビ東京の移転
2016年11月、テレビ東京の本社オフィスは住友不動産六本木グランドタワーに移転したが、2つのスタジオは残され、一部の番組は現在も日経虎ノ門別館で収録し、神谷町スタジオとして運用している。
テレビ東京の本社機能移転後、リニューアル工事が行われ、日経BPがNBFプラチナタワーから移転してきて、ビルの1階と5階から9階に入居。また、テレビ東京の一部の子会社（テレビ東京ミュージック、テレビ東京ヒューマン、テレビ東京ダイレクト、テレビ東京制作）もオフィスを構えるが、このうちテレビ東京ヒューマンは、2020年（令和2年）6月時点で本社を住友不動産六本木グランドタワーに移転した。テレビ東京ヒューマンは2022年（令和4年）7月1日付でテレビ東京コマーシャルへ吸収合併され、テレビ東京メディアワークスに社名変更されたため、本社が旧テレビ東京コマーシャルの本社であった住友新虎ノ門ビルへ移転したが、オフィスが業務毎に分散配置されている関係で、番組編集業務を行うオフィスが3階に入居している。